# ランダム・アクツ・オブ・センスレス・ヴァイオレンス
『ランダム・アクツ・オブ・センスレス・ヴァイオレンス』（Random Acts of Senseless Violence）は、ジャック・ウォマックの長篇小説。1993年発行。ウォマックによる「アンビエント」シリーズ（「ドライコ」シリーズとも呼ばれる）の第5作。日本では未訳。

## 概要
マンハッタンに住む12歳の少女を語り手とし、経済恐慌が進む過酷な都市生活の中で成長する様子を描く。これまでのシリーズ作品と異なり日記体であり、両親の失業、学校でのいじめ、ドメスティックバイオレンス、強盗、性犯罪、市民への弾圧などが綴られる。激変する環境の中で、語り手の言葉遣いが変わってゆく様子が描かれている点も特徴となっている。
これまでの4作品の語り手は、いずれも巨大企業ドライコに身を置いている点で、生活の手段は得ていた。しかし本作品は、ドライコに属さなかった人々やその家庭に何が起きたかの記録にもなっている。「ドライコ」という言葉が、全く出てこない唯一の作品でもある。
シリーズ6部作を時系列に並べると、1番目にあたる作品。同じ1998年を舞台とした『ヒーザーン』の半年前の物語となる。読者にとって見慣れた世界から、ドライコが支配する世界へと移り変わる様子が描かれている。ただ、語り手が子供であるため、大事件のほとんどは日常生活の背景としてのみ読み取れる。

### キーワード
郵便局する（Go post office）
作品世界でのスラング。郵便局で起きた大量殺人事件をもとに生まれた語で、極度に怒りを覚えた状態を表す。なお現実世界には、1986年に米国オクラホマ州で起きた郵便局員の銃乱射事件を基にした "Going postal" というスラングがある。

## 主な登場人物
ローラ・ハート（Lola Hart）
本作の語り手。ニューヨーク生まれの12歳の少女。ユダヤ系。愛称ブーズ（Booz）。ブレアリー学校へ通う。両親の仕事や友達など、周囲の環境の変化を気にかけている。小説をよく読み、ヴォーン・ウィリアムズの音楽を好む。同性に興味を持つため、学校で変態呼ばわりをされいじめにあう。また、身長が高いため歳上に見られやすい。
シェリル・ハート（Cheryl Hart）
ローラの妹。愛称ブーブ（Boob）。おばのクリッシィにプレゼントされた "My L'il Fetus" という性教育用のオモチャを気に入り、ローラに気味悪がられる。ローラとは喧嘩が絶えず、学校のいじめをきっかけに彼女を避けるようになり、次第に距離ができてゆく。
マイクル・ハート（Michael Hart）
ローラの父。シカゴ出身の脚本家で、小説家志望。テレビの仕事がなくなったため書店で働くが、過労により消耗してゆく。
フェイ・ハート（Faye Hart）
ローラの母。ロサンゼルス出身の英語教師。ニューヨーク大学で働いていたが職を失い、精神を安定させるため薬を常用するようになる。
ローリイ（Lori）
ローラの親友。反抗的な態度を理由に、Kure-A-Kidという矯正施設へ送られ、変わり果てた姿で帰ってくる。
イザベル（Isabel）
ローラの友人。愛称イズ（Iz）。ローラの引っ越し先の近所に住んでおり、彼女を仲間として誘い、次第に親密になる。母親と2人暮らし。
ジュード（Jude）
イザベルの友人で、彼女との付き合いは長い。親元を逃げ出して1人で暮らしている。金持ちのコネがあるらしいが、生活の糧を得る手段については多くを語らない。
ウィーズィ（Weezie）
イザベルの友人。白人を憎んでおり、ローラを敵視する。マンハッタンに駐留をはじめた少年兵（Army Boy）たちと連れ立っている。
モスバッハーさん（Mister Mossbacher）
書店員。転職したマイクルの上司で、彼をこき使う。
アン（Anne）
ローラの日記。誕生日に両親からプレゼントされ、ローラが名付けた。

## あらすじ
1998年2月15日、12歳の誕生日に日記帳をプレゼントされたローラは、日々の体験を書き残すようになる。その頃、アメリカの治安は悪化しつつあり、各地では暴動が起き、ローラたちが暮らすマンハッタンにも軍が姿を現す。ロングアイランドからは煙が立ちのぼり、街中では暴力事件が頻発するようになっていた。
ローラの両親は仕事を失い、一家は家賃の安いワシントン・ハイツへと引っ越す。近所に暮らす黒人少女のイズとローラは仲良くなり、イズの友達と一緒に街を歩くようになる。その一方、彼女は学校ではいじめられ、妹との仲は悪くなり、両親は生活を支えられなくなりつつあった。
新しい環境で暮らすうちに、ローラの言動は友達の影響を受けて変わってゆく。ローラはイザベルに恋愛感情をいだくが、イザベルの友達からは白人であるという理由で憎まれ、ショックを受ける。その後に起きた暴動事件をきっかけに、イザベルと自分のあいだに溝のあることを知り、ローラは孤独を深める。

## 年表
以下は、シリーズ6作の記述をもとに本作品の出来事を年表にしたもの。特に1998年以降については、数年のずれが生じている可能性あり。ページ数はGrove press版ペーパーバックによる。
- 1948年：ローラの父マイクル誕生(p63)
- 1951年：ローラの母フェイ誕生(p63)
- 1984年：ジュード誕生(p124)
- 1984年：ウィーズィ誕生(p124)
- 1985年：エスター誕生(p124)
- 1986年2月15日（土）：ローラ・ハート誕生(p10,124)
- 1989年：ローラの妹ブーブことシェリル・ハート誕生(p10)
- 1998年2月15日（日）：ローラの日記始まる(p7)
- 1998年2月20日（金）：ローラ、日記にアンと名づける(p10)
- 1998年2月24日（火）：ローラ、シャーリイ・ジャクスンの『野蛮人との生活』を読む。マイアミの暴動(p16)
- 1998年2月25日（水）：各地の暴動のニュース(p17)
- 1998年2月27日（金）：ローラ、引っ越しについて聞く(p18)
- 1998年3月2日（月）：キャサリン、ローラの家に泊まる(p20)
- 1998年3月3日（火）：ローリイ、ランチで喫煙。ローラ、ジョージ・エリオットの『サイラス・マーナー』を読む(p24)
- 1998年3月8日（日）：ローリイの家でパーティ(p28)
- 1998年3月9日（月）：クリッシイおばさんから電話(p35)
- 1998年3月10日（水）：ローラ、ブーブと喧嘩(p38)
- 1998年3月11日（水）：ローリイ、停学(p40)
- 1998年3月13日（土）：ローラ、ローリイがKure-A-Kidに送られたと知る(p44)
- 1998年3月14日（土）：無気味な電話(p45)／ブルックリンやクィーンズからの煙を目撃(p47)／バスに狂った男が乱入(p48)／ローラ、Kure-A-KidのCMを観る(p49)
- 1998年3月19日（木）：ローラの父、エクセルシオール・ブックストアに職を得る(p56)
- 1998年3月20日（金）：ブルックリンが沈静化するが、ロングアイランドで暴動とのニュース(p59)
- 1998年3月22日（日）：ローラ、引っ越し先のアパートを見る(p61)
- 1998年3月24日（火）：大統領が暗殺される(p66)
- 1998年3月：ロサンゼルスで暴動。2千人死亡(p80)
- 1998年3月25日（水）：学校休み(p67)
- 1998年3月28日（土）：ローラ引っ越し(p70)
- 1998年3月29日（日）：ローラとブーブ、新居の整理を手伝う(p74)／ローラ、イズと会う(p75)
- 1998年4月1日（水）：ローラ、テストでオールAだったと嘘(p81)
- 1998年4月2日（木）：ローラの父、シャツを煙草で焼かれる(p82)
- 1998年4月4日（土）：ローラ、キャサリンの家に泊まる(p83)
- 1998年4月5日（日）：ローラ、ジュードと会う(p90)
- 1998年4月6日（月）：ローラ、モスバッハーと会う(p93)
- 1998年4月10日（金）：ローラ、変態呼ばわりされる(p97)／ミコにからまれ、イズ達に助けられる(p99)／ウィーズィと会う(p101)
- 1998年4月14日（火）：ローラ、ローリイが帰ってくると知る(p109)
- 1998年4月16日（木）：ローラ、ローリイと再会(p110)
- 1998年4月17日（金）：ローラ、服装について先生に注意される(p112)
- 1998年4月18日（土）：クリッシイから電話(p114)／サンフランシスコの暴動について(p115)／マクドナルドで食事(p117)
- 1998年4月19日（日）：ローラ、ジュードの部屋へ行く(p120)／ジュード、ネズミを捕まえる(p127)
- 1998年4月21日（火）：ローラ、ブーブの様子を心配する(p129)
- 1998年4月22日（水）：ローラ、キャサリンの父親のことで話す(p130)／イズとMC'Dで食事(p131)／リヴァーサイドパークの危険とDConについて(p133)／エスターの妊娠について(p134)
- 1998年4月23日（木）：ブーブを心配する母。ローラ、クリッシイをfuck呼ばわり(p136)
- 1998年4月24日（金）：ローラ、悲しげなキャサリンを見るが話さず(p137)
- 1998年4月25日（土）：ローラ、イズ、ジュード、ウィーズと外出(p138)／ウィーズにつばをかけられ、ジュードとウィーズが喧嘩(p141)
- 1998年4月26日（日）：ローラ、イズと長話(p144)／エスターのこと(p145)／ウィーズが白人を嫌う理由(p146)
- 1998年4月29日（水）：ローラ、通学バスからウィーズを見つける(p148)
- 1998年5月2日（土）：大統領、飛行機事故により死亡(p149)／ローラ、ヨーロッパの写真を見ながら父と話す(p149)／イズの家へ(p151)／ローラ、ウィーズと喧嘩(p157)／「郵便局」の話(p159)
- 1998年5月3日（日）：ローラ、トーマス・ハーディの『テス』を読了(p162)／ブーブが家に帰れるか訊く、午後にイズと会う(p163)
- 1998年5月6日（水）：ローリイ休学、ウィーズも学校に来ていないとイズ話す(p164)
- 1998年5月7日（木）：ブーブの話(p165)
- 1998年5月9日（土）：ローラ、エスターの引っ越しを手伝う(p167)／アーミーボーイ達と会い、ウィーズがライフルを持っていたと聞く(p171)／"Nada"などの言葉遣いが黒人のようだと言われる(p172)
- 1998年5月10日（日）：ローラ、イズ達と会う(p173)／Free Enterprise Zoneへ(p175)スマイリー入りの家電を見る(p176)／髑髏とスマイリーの悪魔が描かれたヴァンを見る(p177)
- 1998年5月11日（月）：ローラ、イズを襲った男を殴る(p180)
- 1998年5月12日（火）：ローラの家が撃たれる(p180)
- 1998年5月13日（水）：クリッシイが台地に引っ越したと電話、イズと連絡とれず(p182)
- 1998年5月14日（木）：イズの無事確認(p183)
- 1998年5月16日（土）：ローラの家でイズが夕食(p183)／ウィーズがDConにいるとミコの話(p184)／イズがDConの話をする(p186)
- 1998年5月17日（日）：ローラ、ロイサイダへ(p188)／ウィーズがいるというアパートでローラ襲われ、男を殺す(p190)／変わった姿の子供を見かける（p192）／イズとジュードを襲った男の話(p193)
- 1998年5月19日（火）："黒い火曜日"。大統領、新通貨の発行を発表(p194)
- 1998年5月20日（水）：大統領、群衆に殺される(p195)／イズの安否を心配(p196)
- 1998年5月21日（木）：ローラ、イズの無事を知る(p197)
- 1998年5月22日（金）：新札発行。スマイリーの透かし入り(p198)
- 1998年5月24日（日）：イズ達と会い、エスターのその後(p199)／make believeゲーム(p200)／ローラ、天使を見る?(p205)
- 1998年5月26日（火）：先生から勉強不足を注意される(p206)
- 1998年5月28日（木）：数学がC、歴史がBマイナス(p206)
- 1998年5月29日（金）：学期末(p206)。父親を心配する(p207)
- 1998年5月30日（土）：ローラの父、死亡(p207)／イズの父の死の話(p210)
- 1998年5月31日（日）：ローラの父の葬儀(p209)
- 1998年6月4日（木）：ブーブがクリッシイの元へ行くことに(p212)
- 1998年6月5日（金）：ニューアーク空港からブーブ発つ(p213)
- 1998年6月6日（土）：ローラと母、モスバッハーに会う(p214)
- 1998年6月7日（日）：ローラ、イズ達と会う(p218)
- 1998年6月9日（火）：ローラ、金持ちと会う(p221)
- 1998年6月12日（金）：ローラ、本屋へ(p220)
- 1998年6月13日（土）：ローラの家でイズと夕食(p221)／軍がローラの家を攻撃(p222)
- 1998年6月15日（月）：家を片づけ、ローラの母は出版社と電話(p226)
- 1998年6月17日（水）：ブレアリイから手紙(p227)
- 1998年6月19日（金）：ローラ、ネズミの夢(p228)
- 1998年6月20日（土）：ローラとイズ、男を襲う(p229)
- 1998年6月22日（月）：ローラとイズ、口論(p230)
- 1998年6月24日（水）：ローラの母の容態悪化、家賃の支払い迫る(p231)
- 1998年6月27日（土）：イズ、ローラの家に来る。ジュードの稼ぎ先（ドライコ?）について話す(p232)
- 1998年6月30日（月）：ローラ、家賃を払う。クリッシイと電話(p234)／モスバッハーから手紙(p235)
- 1998年7月2日（水）：ローラの母、倒れる(p235)
- 1998年7月3日（木）：ローラ、母を見舞う(p240)
- 1998年7月4日（金）：ローラ、イズたちと花火を観る予定がキャンセル(p241)
- 1998年7月5日（土）：ニューヨークで暴動(p242)／イズとジュードが負傷し、救出される(p250)／負傷したローラ、スマイリー入りのリムジンを目撃(p247)
- 1998年7月6日（日）：母からの電話でイズ心配する、イズから電話(p249)
- 1998年7月7日（月）：ローラ、モスバッハーを殺す(p251)
- 1998年7月8日（火）：ローラの母、退院する(p253)
- 1998年7月10日（木）：ローラの母、昏睡。イズから電話(p254)／日記終わる(p256)

## シリーズの他作品との関連
シリーズ作品を時系列に沿って並べると、以下のようになる。
1. ランダム・アクツ・オブ・センスレス・ヴァイオレンス（Random Acts of Senseless Violence） - 本作品
2. ヒーザーン（Heathern） - 1.の約半年後
  - 大統領の死亡をはじめ、本作品と重なるいくつかの出来事が語られている。
  - ローラが目にした奇妙な子供たちが登場する。
  - ロングアイランド戦争が長期化した裏事情が語られる。
3. アンビエント（Ambient） - 2.の約13年後
  - ジュディが登場。彼女たちのその後が語られる。
  - ロングアイランド戦争のその後が描かれる。
4. テラプレーン（Terraplane） - 3.の約4年後
  - ロングアイランド戦争の結末が手短に語られる。
5. エルヴィシー（Elvissey） - 4.の約16年後
  - イズやジュディが登場。彼女たちのその後が語られる。
6. ゴーイング、ゴーイング、ゴーン（Going, Going, Gone） - 5.の約14年後

## オーディオブック版
- Random Acts of Senseless Violence, 2.13.61, Thirsty Ear, 1996年.  - 朗読はトリシア・ウォーデン。ヘンリー・ロリンズのレーベルから発売。